# Atanas Kurdow
Atanas Kurdow (bulgarisch Атанас Курдов; * 28. September 1988 in Plowdiw) ist ein bulgarischer Fußballspieler.

## Karriere
Kurdow begann seine Karriere bei Lewski Sofia. 2007 wechselte er zu Bayer 04 Leverkusen, wo er für die Zweitmannschaft in der Oberliga zum Einsatz kam. Mit Leverkusen II konnte er 2007/08 in die Regionalliga aufsteigen. Im Januar 2009 wurde er an den Schweizer Zweitligisten FC Winterthur verliehen. Sein Debüt in der Challenge League gab er am 16. Spieltag der Saison 2008/09 gegen den Servette FC Genève.
Im Sommer 2010 wechselte er zum bulgarischen Drittligisten Botew Plowdiw. In seinen zwei Jahren bei Botew schaffte er den Durchmarsch in die A Grupa. Im September 2012 wechselte er zum Liga- und Stadtrivalen Lokomotive Plowdiw. Im Januar 2013 verließ er Lokomotive. Im Sommer 2013 schloss er sich Slawia Sofia an.
Im Februar 2014 wechselte er nach Kasachstan zum FK Astana. Nach einem Jahr verließ er Astana wieder. Im Juli 2015 kehrte er in seine Heimat zurück, wo er sich seinem Jugendklub Lewski Sofia anschloss. Im November desselben Jahres verließ er Lewski.

## Persönliches
Sein Vater ist der ehemalige Fußballspieler Petar (* 1961). 